# Harding-Birch Lakes
Harding-Birch Lakes è un CDP degli Stati Uniti d'America, situato nello Stato dell'Alaska e in particolare nel Borough di Fairbanks North Star.